# Labastide-du-Haut-Mont
 Labastide-du-Haut-Mont  (en occitano La Bastida) es una población y comuna francesa, situada en la región de Mediodía-Pirineos, departamento de Lot, en el distrito de Figeac y cantón de Latronquière.

## Demografía
| 99 | 109 | 89 | 91 | 70 | 62 |
| Para los censos de 1962 a 1999 la población legal corresponde a la población sin duplicidades (Fuente: INSEE [Consultar]) |     |    |    |    |    |